# Всеукраїнська редакція історії фабрик і заводів
Всеукраїнська редакція історії фабрик і заводів — редакція, створена за рішенням директивних органів у листопаді 1931 року.

## Редакторська група
Її місія: координація співпраці науковців, письменників та журналістів для підготовки книг про історію промислових підприємств.  Очільником став голова Всеукраїнської ради профспілок Михайло Чувирін. До неї увійшли представники громадськості, партійні діячі, працівники профспілок та комсоргу, журналісти, письменники. А саме: Володимир Чернявський, Роман Терехов, Олександр Бойченко, Іван Микитенко, Іван Кириленко, Петро Панч, Павло Усенко та ін. Всього редакторська група складалася з 21 особи.

## Серія книг на фабрично-заводську тематику
Ідея написання серії книг на фабрично-заводську тематику з'явилася вже задовго до створення Всеукраїнської редакції, тож завдяки ентузіазму робітничих кореспондентів, науковців, журналістів, господарників, місцевих істпартів, істпрофів і особливо аматорів-краєзнавців у 1920-х рр. на полицях бібліотек з'явилися видання з історії заводу «Арсенал» (Київ), Дніпрогесу (Запоріжжя), Брянського заводу (Катеринослав, нині м. Дніпро), колишнього шкіряного заводу Шленкера (Бердичів, Харків), тракторного заводу та інші. Радянський військовий і партійний діяч, а також журналіст К.Гудок-Єремєєв у книзі, виданій у Москві, розповів про життя, побут і працю шахтарів тресту «Донбасантрацит» Краснолуцького району (район існував 1923—1932 та 1959—1962) і назвав її «Донбасс героический». У червні 1931 Всеукраїнське бюро краєзнавства та Технічний музей у Харкові виступили з пропозицією вивчити історію місцевих підприємств: «Серп і молот», «Світло шахтаря», електротехнічного заводу, а також «Донсоди» в Донбасі.
Всеукраїнська редакція розпочала роботу зі створення робочого апарату, утворення на місцях обласних та заводських комісій, редколегій, авторських колективів, груп сприяння, визначення першочергових об'єктів з вивчення й написання книг. Наприкінці 1931 видавництво «Український робітник» видало 25-тисячним тиражем брошуру з матеріалами про підготовку історії промислових підприємств.
У квітні 1934 Всеукраїнська редакція і Спілка письменників України обговорили шляхи подолання труднощів і недоліків у роботі при підготовці відповідних книг, водночас відзначалася плідна робота над запланованими виданнями письменників Якова Баша, Григорія Яковенка, Ігора Муратова, Іллі Гонімова, Самуїла Радугіна, Андрія Григор'єва, Миколи Ледянка, Андрія Клоччі, Петра Радченка та інші. У вересні 1934 склад Всеукраїнської редакції оновлено, однак робота велася повільними темпами. У серед. 1930-х рр. вона почала згортатися, а 1937—1938 зовсім припинилася.